# Trioxys euceraphis
Trioxys euceraphis är en stekelart som beskrevs av Hajimu Takada 1966. Trioxys euceraphis ingår i släktet Trioxys och familjen bracksteklar. Inga underarter finns listade i Catalogue of Life.